# Lakiele
Lakiele (niem. Schönhofen, do 1938 Lakellen) – wieś w Polsce położona w województwie warmińsko-mazurskim, w powiecie oleckim, w gminie Kowale Oleckie.
W latach 1975–1998 miejscowość administracyjnie należała do województwa suwalskiego.
Wieś lokowana 16 czerwca 1566 roku przez księcia Albrechta na prawie lennym, nadana Hansowi Wolffeldtowi. Wieś o obszarze o 60 włók boru i pół morgi założona została na ziemi nazywanej "Zudna Schedlisken" (Cudne Siedlisko). Zasadźca uzyskał w akcie lokacyjnym też prawo założenia młyna i karczmy. Młyn powstał przed rokiem 1640.
W XVIII wieku Lakiele były wymieniane jako wieś wolna. Szkoła powstała w 1767 roku.
Przed I wojną światową w Lakielach istniało Towarzystwo Gospodarcze, które organizowało od 1911 roku w pobliskich Kowalach targi cztery razy w roku. W 1921 roku powstał we wsi związek jeździecki, liczący 18 aktywnych członków.
W roku 1938 we wsi było 615 mieszkańców.
W dokumentacji wieś wymieniana pod nazwami: Lakellen, Lackelen, Schitlitzki. W tym czasie, w ramach akcji germanizacyjnej zmieniono nazwę wsi na Schoenhofen.